# Eddy Vilard
Eddy Vilard  (Cancún, Quintana Roo, Mexikó, 1988. november 2. –) mexikói színész.

## Élete és pályafutása
Manuel Eduardo Villasana Ruiz néven született 1988. november 2-án Cancúnban. 2004-ben a Rebelde című sorozatban kapott szerepet. 2008-ban az Alma de Hierro című televíziós sorozatban Wicho szerepét játszotta. 2012-ben a A szív parancsa című telenovellában Pablo szerepét játszotta.

## Filmográfia

### Telenovellák
- Antes muerta uqe Lichita (2015) .... Alejandro de Toledo y Mondragón Casablancas
- Hasta el fin del mundo (2014).... Oliver Peralta Carbonell
- A szív parancsa (Amor bravío) (2012).... Pablo Albarrán / Pablo Monterde
- Alma de Hierro (2008–2009).... Luis 'Wicho' Hierro Jiménez
- Lola, érase una vez (2007).... Archibaldo Von Ferdinand
- Rebelde (2004–2006).... Teódoro 'Téo' Ruiz Palacios

### Sorozatok
- Mujeres asesinas (2009) epizód: Carmen, honrada (Leonardo)

## Díjak és jelölések
TVyNovelas-díj
| Év   | Kategória                 | Telenovella     | Eredmény |
| ---- | ------------------------- | --------------- | -------- |
| 2013 | Legjobb fiatal színész    | A szív parancsa | Jelölve  |
| 2009 | Legjobb férfi felfedezett | Alma de Hierro  | Elnyerte |